# Yu-Gi-Oh! Power of Chaos: Yugi the Destiny
Yu-Gi-Oh! Power of Chaos: Yugi the Destiny è un videogioco per Microsoft Windows, basato sul noto gioco di carte collezionabili di Yu-Gi-Oh!, con il regolamento originale. Il gioco consiste in una serie di sfide a duello contro il protagonista dell'omonimo anime di Yu-Gi-Oh!, Yugi Mutō.

## Modalità di gioco
Il gioco si divide in cinque differenti modalità. Nella Modalità duello è possibile scegliere se giocare un Duello singolo oppure un Incontro (3 duelli consecutivi, il vincitore è quello che se ne aggiudica 2). Per stabilire chi inizierà a giocare le prime carte apparirà la schermata del carta, sasso, forbice. Nel duello singolo in caso di vittoria, si vince una carta che può essere utilizzata per modificare il proprio deck nel comando da menù principale Costruzione Deck. In caso di vittoria in Incontro, si vincono tre carte. Nella Modalità Replay il gioco permette di salvare un replay di un duello che si è appena concluso, tale richiesta di salvataggio comparirà al termine di ogni duello. I replay possono essere visualizzati nell'apposito comando da menù. In Addestramento si possono leggere i regolamenti del gioco. In Costruzione Deck si può modificare il proprio deck. Si possono visualizzare le carte in esso contenute e le altre carte archiviate. Infine in Elenco carte è possibile vedere tutta la lista delle carte sbloccate e mancanti. Il gioco comprende un totale di 155 carte.

## Accoglienza
| Testata                            | Giudizio |
| ---------------------------------- | -------- |
| Metacritic (media al 15-11-2021)   | 52/100   |
| GameRankings (media al 09-12-2019) | 58.00%   |
| GameSpot                           | 4.9/10   |
| Computer Games Magazine            | 50/100   |
| PC Gamer                           | 51/100   |
| GameZone                           | 6.7/10   |
| Jeuxvideo.com                      | 13/20    |

Ryan Davis di GameSpot affermò che per i fan di Yu-Gi-Oh! questo titolo rendeva l'esperienza meno attraente di una delle dozzine di altri giochi dedicati al franchise e per i giocatori che ancora non avevano avuto a che fare con la serie, aveva tanto da offrire quanto un solitario. I fan avrebbero trovato presto familiarità per quanto concerne le regole dato che erano le medesima viste sia nel mondo reale che nella serie animata, mentre i giocatori casuali avrebbero dovuto faticare un po' di più per imparare come svolgere al meglio la partita e perciò avrebbero trovato utile la modalità tutorial e il manuale in allegato ricco di informazioni specifiche sulle sfumature più sottili di Duel Monsters. Davis si lamentò del fatto che oltre al duello contro l'intelligenza artificiale il titolo non offriva altro e considerò come assenti all'appello una modalità storia e una multiplayer; tali carenze non gli facevano raggiungere la sufficienza. In compenso elogiò la grafica delle carte rese con risoluzioni davvero elevate e le scene in stile anime in cui veniva mostrato Yugi quando venivano eseguite mosse specifiche e quest'ultime erano accompagnate dalla recitazione del suo doppiatore che teneva un tono appropriatamente sopra le righe, anche se alcune frasi finivano per ripetersi un po' troppo spesso. La colonna sonora era tesa e drammatica, il che andava ad aggiungere del pathos al procedimento un po' sterile di un gioco di carte, anche se la varietà era intorno allo zero dato che si finiva per ascoltare le stesse poche tracce musicali più volte. In conclusione il recensore sostenne che sul mercato erano già stati lanciati altri titoli di Yu-Gi-Oh! per Game Boy Advance migliori di questo e che se si cercava un'esperienza molto più completa su PC si poteva optare facilmente per Magic On-Line.
La rivista Computer Games Magazine nella sua recensione affermò che con l'aggiunta di qualsiasi tipo di multiplayer Yu-Gi-Oh! sarebbe stato un solido concorrente di altri videogiochi CCG sul mercato. Così com'è, era semplicemente un aggiornamento soddisfacente e avvincente del solitario. PC Gamer considerò che semplicemente mancavano troppe funzionalità per giustificarne l'acquisto. I fan dei giochi di carte collezionabili dovevano invece optare per "Magic On-Line", in modo da poter affrontare avversari davvero impegnativi, ovvero altri giocatori umani.
Un redattore di GameZone fu invece più positivo, ritenendolo il modo migliore per consigliare a qualcuno per imparare a giocare al gioco di carte, rivelandosi un buon acquisito. I giocatori veterani si sarebbero stancati dopo un paio di giorni dal momento che non si potevano cambiare le carte in proprio possesso oppure creare dei mazzi personalizzati fino a quando non si sarebbero conseguite una lunga serie di vittorie e questo portava il gameplay ad essere monotono e noioso. Nonostante ciò si rivelava una grande idea e una formula che andava migliorata consentendo negli eventuali giochi successivi di poter costruire il proprio deck come meglio si preferisce e cambiare quello dell'avversario dando così un'esperienza davvero degna. il recensore di Jeuxvideo.com scrisse che nonostante gli fosse piaciuto il gioco in esame fu obbligato a dargli un voto più basso in quanto il software offriva solo un decimo delle possibilità che poteva avere se Konami avesse pubblicato la sua intera serie di giochi per PC in un'unica volta. Il risultato è che erano assenti delle carte, le modalità di gioco, i duellanti e quindi la profondità, anche se il software avrebbe deliziato tutti coloro che volevano cimentarsi in duelli di carte in solitario.